# 茎花守宫木
茎花守宫木（学名：Sauropus bonii）为大戟科守宫木属下的一个种。